# Неханово (гмина)
Неханово (пол. Niechanowo) — сельская гмина (волость) в Польше, входит как административная единица в Гнезненский повет, Великопольское воеводство. Население — 5337 человек (на 2004 год).

## Сельские округа
1. Арцугово
2. Целимово
3. Чехово
4. Драхово
5. Гочалково
6. Гурувко
7. Гурово
8. Гротково
9. Яжомбково
10. Елитово
11. Жулч
12. Карсево
13. Кендзежин
14. Мальчево
15. Марысин
16. Межево
17. Миколаевице
18. Мирошка
19. Неханово
20. Нова-Весь-Нехановска
21. Потшимово
22. Тшусколонь
23. Желязково
24. Елёнек

## Соседние гмины
1. Гмина Чернеево
2. Гмина Гнезно
3. Гнезно
4. Гмина Витково
5. Гмина Вжесня